# Carlos Trías Sagnier
Carlos Trías Sagnier (Barcelona, 1946 - 2007) fou un escriptor català en llengua castellana, fill del polític falangista Carlos Trías Beltran i germà del filòsof Eugenio Trías Sagnier i el polític Jorge Trías Sagnier. Pertanyia a l'alta burgesia catalana. Es va llicenciar en Dret, encara que mai exerciria. Casat amb l'escriptora arenyenca Cristina Fernández Cubas. El 1972 va publicar la seva primera novel·la, El juego del lagarto, a Barral Editors, l'editorial del poeta i polític Carlos Barral. Va morir d'un càncer de pulmó el 19 d'agost de 2007.

## Obres
- El juego del lagarto (Barral, 1972)
- Hoy he decidido (Lumen, 1974).
- ¿Qué son las organizaciones marxistas-leninistas? (La Gaya Ciencia, 1977).
- El encuentro (1985).
- El círculo de la luz (1985)
- Viaje a Delfos (Tusquets, 1994).
- El ausente, premi Juan March Cencillo, (2001).

Entre les seves traduccions destaca la de La Orestiada d'Èsquil, que també adaptà per a un muntatge teatral de Mario Gas.

## Necrològica
Mario Gas, Carlos Trías, In memoriam a El País, 22 d'agost de 2007